# Só Depois do Carnaval (canção)
"Só Depois do Carnaval" é uma canção da cantora brasileira Lexa, lançada em 31  de janeiro de 2019 através da Som Livre como terceiro e último single do extended play (EP) da cantora, Só Depois do Carnaval (2019). A canção foi anunciada pela mesma através de suas mídias sociais no dia 27 de janeiro de 2019.

## Fundo e lançamento
Em 21 de janeiro de 2019, a cantora revelou a capa e a data de lançamento da canção. A canção foi lançada em 31 de janeiro de 2019 em todas as plataformas de download digital e streaming. Descrita pela própria como “um funk contagiante e dançante", o single faz parte de uma trilogia de funks lançados por Lexa, que forma o (EP) Só Depois do Carnaval (2019), que inclui outros dois grandes sucessos lançados pela cantora: “Sapequinha” e “Provocar”. A música é totalmente voltada pra energia do Carnaval. É um funk 150 BPM produzido pelo trio de produtores Hitmaker Produções, que fala sobre as coisas que acontecem nessa época do ano.

## Videoclipe
Em 31 de janeiro de 2019, o videoclipe oficial foi lançado em seu canal no YouTube. "A música é totalmente voltada para a energia do Carnaval. É um funk 150 bpm muito divertido, que fala sobre as coisas que acontecem nessa época do ano. Essa gravação é um sonho que eu estou realizando, porque eu sempre quis colocar o meu Carnaval em um clipe. E nesse vamos ter vários tipos de festa, como o baile funk de rua e o Carnaval de avenida. As pessoas vão amar o que vão assistir, tenho certeza. Vai ser o verdadeiro baile de Carnaval da Lexa", disse a cantora. Dirigido por Os Primos e gravado no Jardim Ibirapuera, em São Paulo, Lexa preparou um grande baile de rua, baile funk e carnaval de avenida.